# Black Diamond (Buraka Som Sistema)
Black Diamond è il secondo album in studio del gruppo musicale Buraka Som Sistema, pubblicato nel 2008.

## Tracce
1. Luanda - Lisboa (feat. DJ Znobia) - 4:21
2. Sound of Kuduro (featuring DJ Znobia, M.I.A., Saborosa & Puto Prata) - 3:33
3. Aqui para vocês (feat. Deize Tigrona) - 4:12
4. Kalemba (Wegue Wegue) (feat. Pongolove) - 3:53
5. Kurum - 5:44
6. IC19 - 4:20
7. Tiroza (feat. Bruno M) - 4:49
8. General - 4:04
9. Yah! (feat. Petty) - 3:33
10. Skank & Move (feat. Kano) - 3:57
11. D.. D.. D.. D.. Jay (feat. Petty) - 3:46
12. New Africas Pt.1 - 1:52
13. New Africas Pt.2 - 3:55